# آلوارو دیالو
آلوارو دیالو (انگلیسی: Álvaro Djaló؛ زادهٔ ۱۶ اوت ۱۹۹۹) بازیکن فوتبال اهل اسپانیا است که در حال حاضر برای باشگاه فوتبال اتلتیک بیلبائو بازی می‌کند. 
از باشگاه‌هایی که در آن بازی کرده است می‌توان به باشگاه فوتبال اتلتیک بیلبائو، باشگاه ورزشی براگا، و باشگاه ورزشی براگا بی اشاره کرد.
وی همچنین در تیم ملی فوتبال باسک بازی کرده است.

## دوران باشگاهی
آلوارو دیالو در مادرید متولد شد و بخشی از دوران کودکی خود را در منطقه بیلبائو سپری کرد و برای باشگاه‌های محلی از جمله باشگاه ورزشی بوژونیا بازی کرد قبل از اینکه در سال ۲۰۱۷ به پرتغال و براگا منتقل شود. او دوران حرفه‌ای خود را در سال ۲۰۲۰ با براگا بی آغاز کرد و در ۲۲ آوریل ۲۰۲۲ اولین قرارداد حرفه‌ای خود را با باشگاه امضا کرد که تا سال ۲۰۲۵ اعتبار داشت. در ژوئیه ۲۰۲۲، او تمرینات خود را با تیم بزرگسالان آغاز کرد تا برای فصل ۲۰۲۲–۲۳ آماده شود.
آلوارو دیالو در ۷ اوت ۲۰۲۲ در نخستین بازی حرفه‌ای خود در لیگ برتر فوتبال پرتغال به عنوان بازیکن تعویضی وارد زمین شد و به تیمش در گلزنی برای تساوی ۳–۳ در برابر باشگاه فوتبال اسپورتینگ کمک کرد.
در مارس ۲۰۲۴، براگا و باشگاه فوتبال اتلتیک بیلبائو بر سر مبلغ اولیه ۱۵ میلیون یورو با احتمال اضافه پرداخت‌ها (یکی از بزرگ‌ترین هزینه‌های انتقال این باشگاه باسکی) برای انتقال آلوارو دیالو ۲۴ ساله در پایان فصل ۲۰۲۳–۲۴ به توافق رسیدند و این بازیکن به دلیل سال‌ها زندگی در این منطقه به عنوان جوان، شرایط سیاست جذب بازیکن بیلبائو را برآورده کرد.

## زندگی شخصی
آلوارو دیالو در اسپانیا متولد شده و از تبار گینه بیسائو است. پسرعموی او آدو آرس نیز بازیکن فوتبال است.